# Szklarka Myślniewska
Szklarka Myślniewska (niem. Luisenthal) – wieś w Polsce położona w województwie wielkopolskim, w powiecie ostrzeszowskim, w gminie Ostrzeszów.
W latach 1975–1998 miejscowość administracyjnie należała do województwa kaliskiego.

## Nazwa
W 1295 w kronice łacińskiej Liber fundationis episcopatus Vratislaviensis miejscowość wymieniona jest jako villa Myslnowiczi.